# بينديكت كيرش
بينديكت كيرش (بالألمانية: Benedikt Kirsch)‏ هو لاعب كرة قدم ألماني في مركز الوسط، ولد في 15 أبريل 1996 في ريغنسبورغ في ألمانيا. لعب مع غرويتر فورت.

## وصلات خارجية
- بينديكت كيرش على موقع قاعدة بيانات كرة القدم.إي يو (الإنجليزية)
- بينديكت كيرش على موقع Soccerway.com (الإنجليزية)
- بينديكت كيرش على موقع عالم كرة القدم.نت (الإنجليزية)